# Vinsajärvi (Tärendö socken, Norrbotten, 744683-177989)
Vinsajärvi är en sjö i Pajala kommun i Norrbotten och ingår i Kalixälvens huvudavrinningsområde.